# جیمی دی (بازیکن فوتبال، زاده ۱۹۸۶)
جیمی دی (انگلیسی: Jamie Day؛ زادهٔ ۷ مهٔ ۱۹۸۶) بازیکن فوتبال اهل بریتانیا است.
از باشگاه‌هایی که در آن بازی کرده‌است می‌توان به باشگاه فوتبال پیتربورو یونایتد، باشگاه فوتبال کراولی تاون، باشگاه فوتبال داگنم و ردبریج، و باشگاه فوتبال آلدرشات تاون اشاره کرد.